# Граф Шеннон

Герб графів Шеннон.

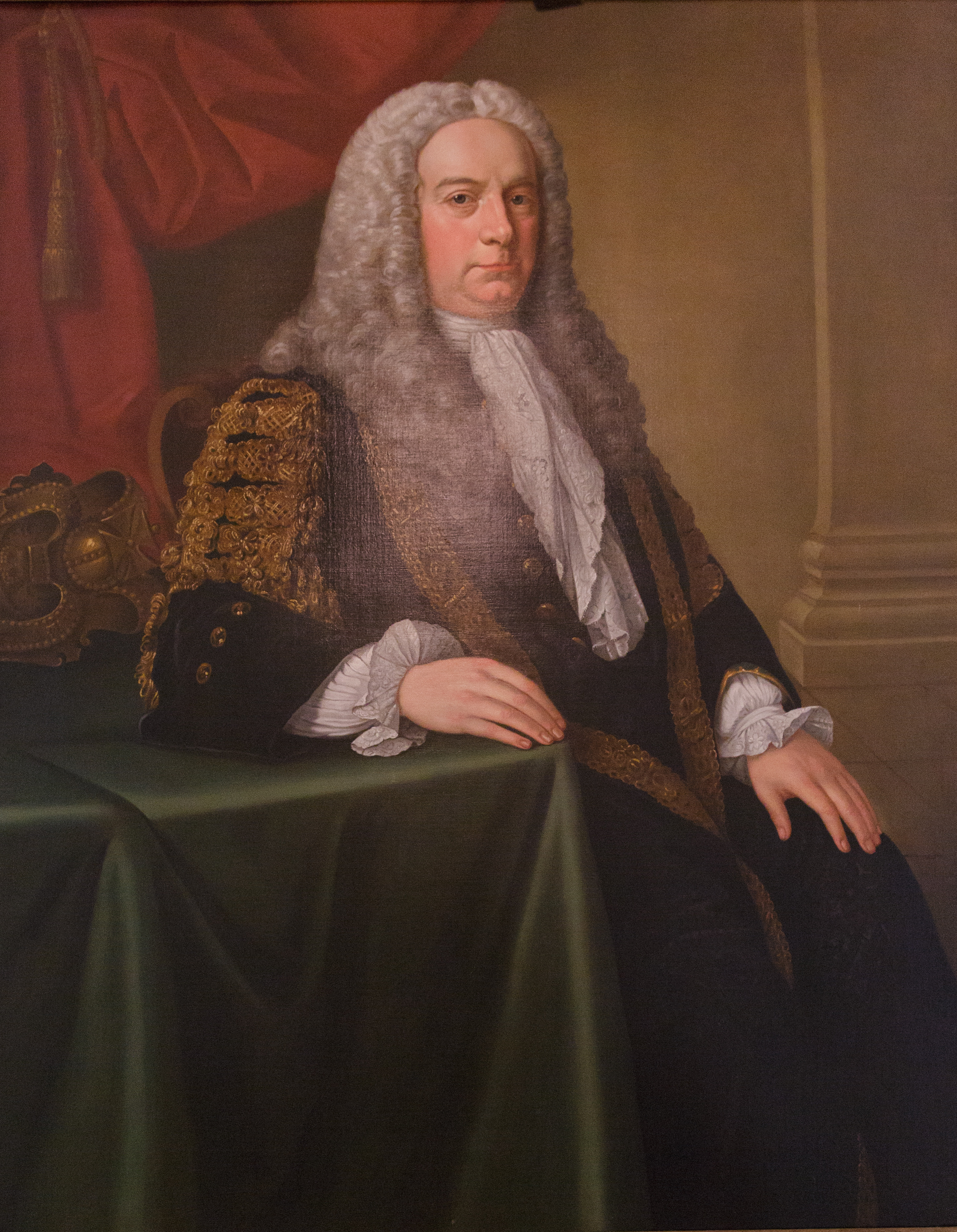
Генрі Бойл — І граф Шеннон.

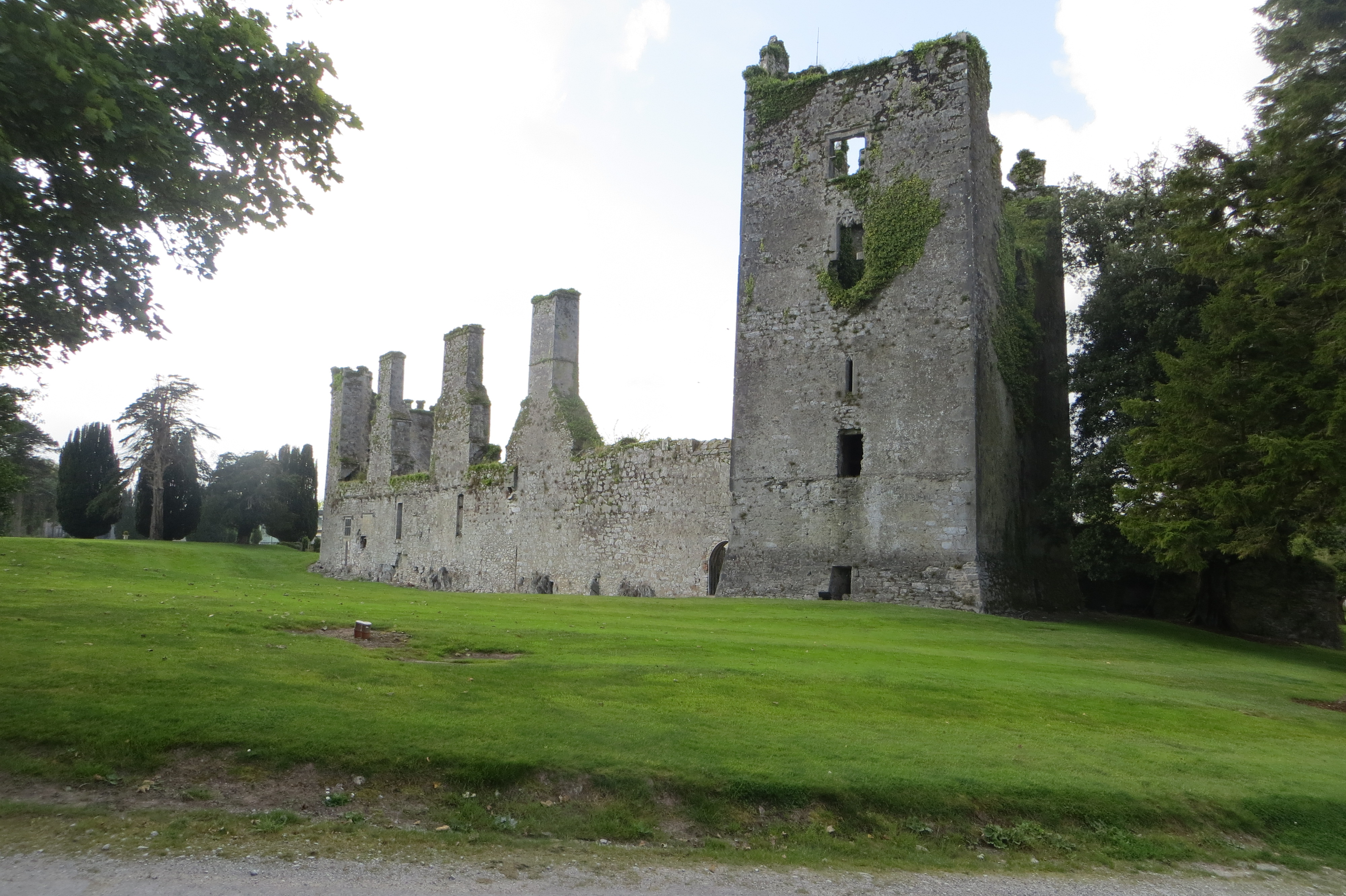
Руїни замку Кастл-Мартір.

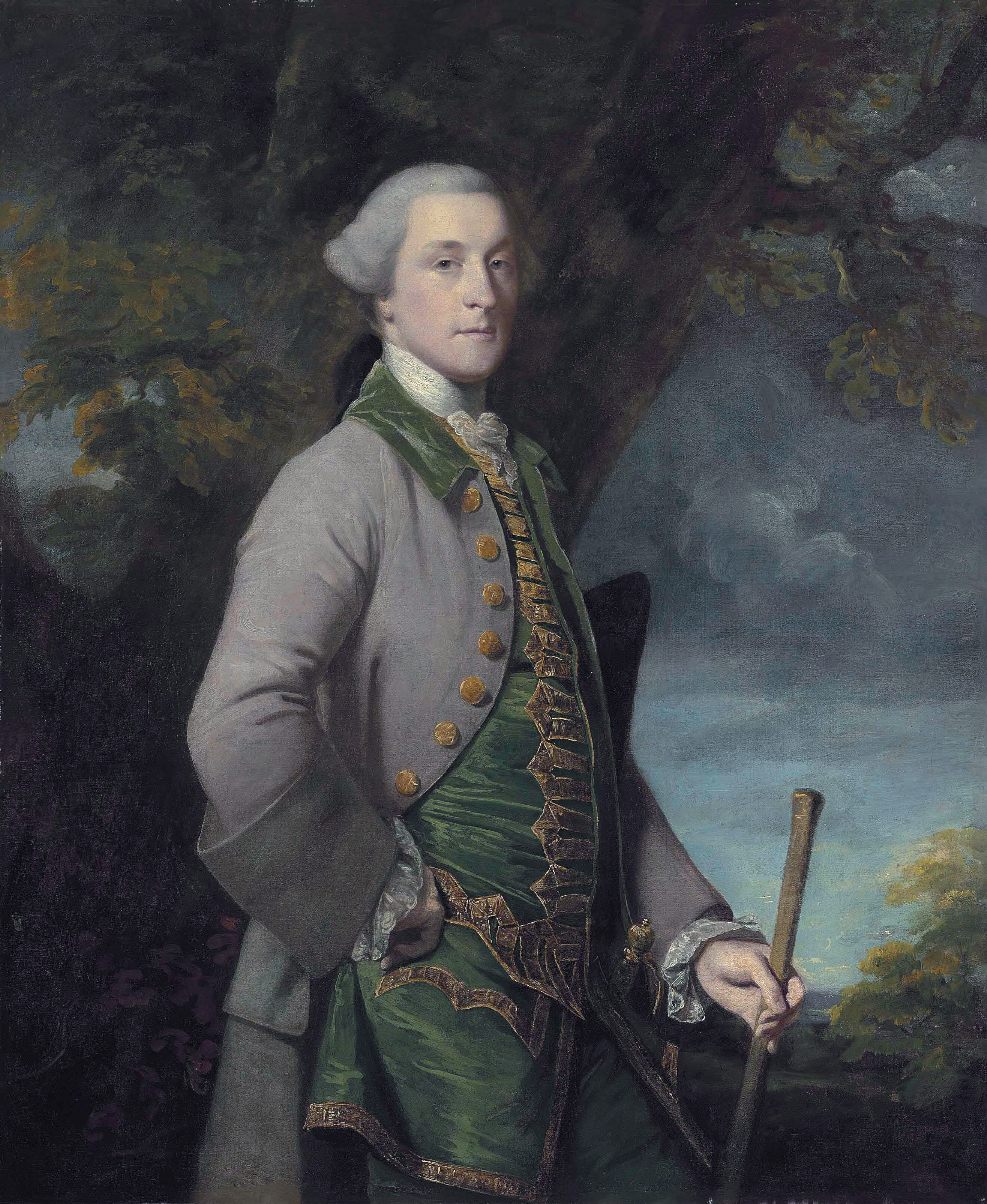
Річард Бойл — ІІ граф Шеннон.

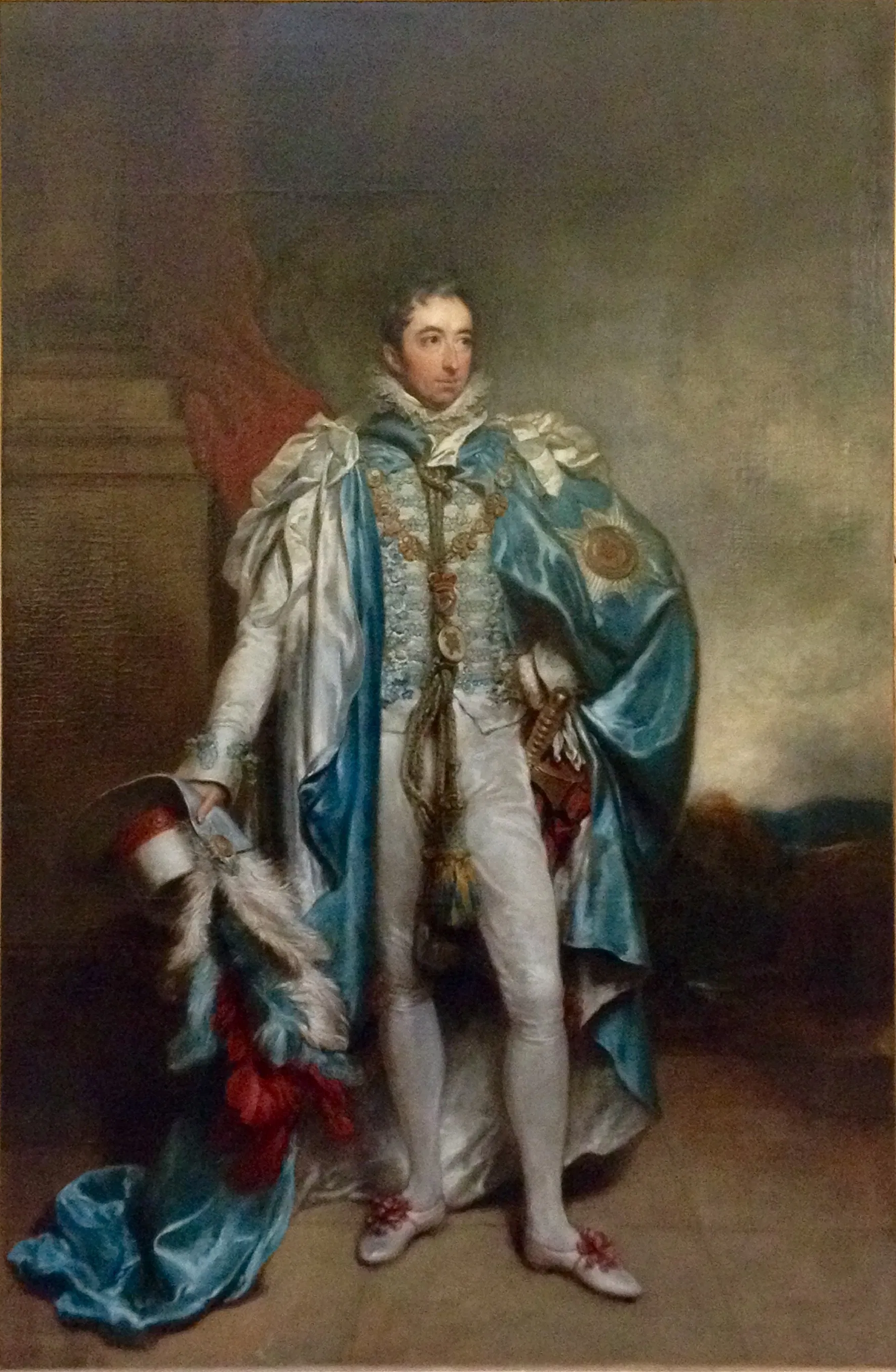
Генрі Бойл — ІІІ граф Шеннон.

Графи Шеннон (англ. — Earl of Shannon) — аристократичний титул в перстві Ірландії.

## Гасла графів Шеннон
Vivit post funera virtus — «Чеснота живе після смерті» (лат.)
Spectemur agendo — «Нехай нас судять за нашими діями» (лат.)

## Історія графів Шеннон
Титул граф Шеннон був створений в перстві Ірландії в 1756 році для ірландського політика Генрі Бойла, що був спікером Палати громад парламенту Ірландії, був канцлером казначейства Ірландії. Назва титулу пов'язана з назвою земель та маєтку Шеннон, що в графстві Корк, Ірландія. Одночасно з цим титулом Генрі Бойл отримав титули віконта Бойл з Бендона та барона Бойл із замку Мартір-Кастл в перстві Ірландії. Генрі Бойл був нащадком Роджера Бойла — І графа Оррері та Річарда Бойла — І графа Корк. Генрі Бойл народився в Кастл-Мартір, він був другим сином підполковника Генрі Бойла (1648—1693), його матір'ю була леді Мері О'Браєн — дочка Мерро О'Браєна — І графа Інчікін та Елізабет Сент-Леже. Його батько загинув під час Фландрської кампанії 1693 року. Після смерті старшого брата Генрі Роджера Бойла в 1705 році він успадкував родинні маєтки в Кастл-Мартір, які, як він виявив, перебували в стані серйозної занедбаності. Генрі зробив багато для покращення маєтку та селища Кастл-Мартір. Він також керував маєтками в графстві Корк — маєтками батька своєї другої дружини — лорда Берлінгтона, і зарекомендував себе як чудовий розпорядник родинного майна. У 1735 році йому було присвоєно почесне звання доктора наук в Трініті-коледжі, Дублін. Його кар'єра була відзначена довгою боротьбою за владу з Джорджем Стоуном — архієпископом Арми, яка припинилась лише зі смертю архієпископа. Генрі Бойл боровся з голодом в Ірландії, що лютував в 1740—1741 роках, що ввійшов в історію як «рік смерті». Генрі Бойл обіймав посади спікера та канцлера до 1753 року, коли його звільнив віце-король лорд Дорсет за відмову сплатити надлишок ірландського податку уряду в Лондоні. Це призвело до «суперечки про грошові рахунки» в 1753—1756 роках, і Генрі Бойла почали називати патріотом Ірландії. Відновлений на посадах у 1755 році лордом Девонширом — наступним віце-королем Ірландії, у 1756 році він отримав титул пера Ірландії як барон Кастл-Мартір, віконт Бойл та граф Шеннон. Він також виконував обов'язки лорда-судді Ірландії. Англійський письменник та політик Горас Волпол назвав його «звичайним персонажем», що продав свій патріотизм заради титулу пера. У 1715 році лорд Генрі Бойл одружився з Кетрін Кут — дочкою полковника Чідлі Кута з Кілмаллока та його дружини Кетрін Сендіс. У них не було дітей. Після її смерті в 1725 році він одружився з леді Генрієттою Бойл — молодшою дочкою Чарльза Бойла — ІІІ графа Корк, ІІ графа Берлінгтон та його дружини Джуліани Ноель. Шлюб відбувся в 1726 році. Вона померла в 1746 році. У них було п'ятеро синів, троє з яких рано померли, одна дочка Джуліана, що вийшла заміж за Сомерсета Батлера — І графа Керрік. Генрі Бойл помер у грудні 1764 року на 82-му році життя.
Титул успадкував його син Річард Бойл, що став ІІ графом Шеннон. Він отримав посади генерал-майстра зброї Ірландії, віце-казначея Ірландії. У 1786 році він отримав титул барона Карлтон з Карлтона, що в графстві Корк у перстві Великобританії. Цей титул дав йому та його нащадкам автоматично місце в Палаті лордів парламенту Великобританії. Він служив в Таємній Раді Ірландії в 1763—1770 роках та в 1774—1789 роках. З 1781 року служив віце-казначеєм Ірландії. У 1783 році він був одним із засновників лицарського ордену Святого Патріка. У 1789 році він добровільно пішов зі всіх свої посад — це було пов'язано з божевіллям короля Англії Георга ІІІ і політичною кризою, що була викликана цим. У середині 1790-тих років він знову повернувся до політичного життя і знову ввійшов до Таємної Ради Ірландії. Він рішуче підтримав створення Об'єднаного Королівства Великобританії та Ірландії в 1800 році, хоча при цьому він втрачав посаду депутата парламенту Ірландії. Його листи до сина Генрі були опубліковані тільки в 1982 році. Річард Бойл одружився з Кетрін Понсонбі — дочкою Джона Понсонбі, спікера Палати громад Ірландії та його дружини Елізабет Каведіш. У них було 2 дітей — дочка і син.
Титул успадкував його син Генрі Бойл, що став ІІІ графом Шеннон. Він служив лорд-лейтенантом графства Корк.
Титул успадкував його син Річард Бойл, що став IV графом Шеннон. Він був обраний депутатом Палати громад і представляв графство Корк.
На сьогодні титулом володіє пра-пра-правнук IV графа Шеннон — Річард Генрі Джон Бойл — Х граф Шеннон. Він успадкував титул від свого батька в 2013 році.
Відомою людиною з роду Бойл був сер Елджерон Бойл — шостий син V графа Шеннон. Він був адміралом британського королівського флоту.
Родинною резиденцією графів Шеннон був замок Кастл-Мартір, що біля одноіменного селища в графстві Корк. Цей замок був давньою власністю Фіцджеральдів.

## Графи Шеннон (1756)
- Генрі Бойл (1682—1764) — І граф Шеннон
- Річард Бойл (1728—1807) — ІІ граф Шеннон
- Генрі Бойл (1771—1842) — III граф Шеннон
- Річард Бойл (1809—1868) — IV граф Шеннон
- Генрі Бентінк Бойл (1833—1890) — V граф Шеннон
- Річард Генрі Бойл (1860—1906) — VI граф Шеннон
- Річард Бернард Бойл (1897—1917) — VII граф Шеннон
- Роберт Генрі Бойл (1900—1963) — VIII граф Шеннон
- Річард Бентінк Бойл (1924—2013) — IX граф Шеннон
- Річард Генрі Джон Бойл (нар. 1960) — X граф Шеннон, відомий як Гаррі Бойл

Імовірним спадкоємцем титулом є двоюрідний брат нинішнього власника титула Роберт Френсіс Бойл (1930 р. н.).